# Pierre Laconte
Pierre Laconte (Bruxelles, 17 maggio 1934) è un economista e giurista belga specializzato in trasporto urbano, pianificazione architettonica e aspetti ambientali.

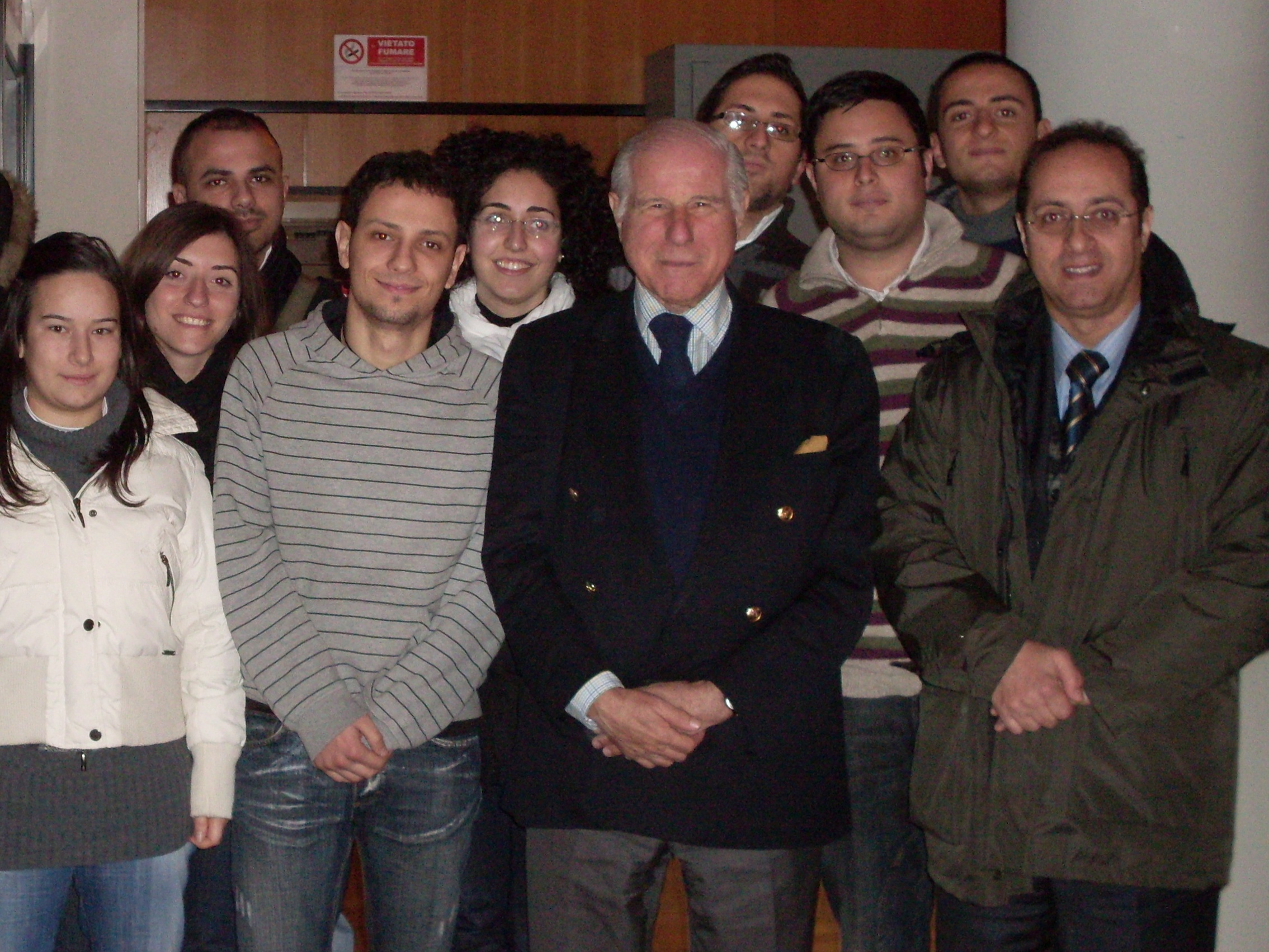
Pierre Laconte in visita all'Università di Reggio Calabria.

Possiede un dottorato in legge e uno in economia conseguiti all'Università Cattolica di Lovanio, e una laurea honoris causa all'Università Napier di Edimburgo.
Ha ricevuto il premio delle Nazioni Unite "Habitat Scroll of Honour" nel 1999 e ha rappresentato il governo belga alla conferenza UN Habitat I (1976), a Habitat II (1996), e quella di Kyoto (1997).
Laconte è anche presidente di ISOCARP (Società internazionale di pianificazione delle città e delle regioni) e della Fondazione per l'ambiente urbano.